# Ottauquechee

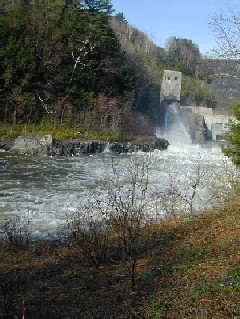
La Ottauquechee à la sortie d'une installation hydroélectrique en aval du lac de North Hartland à Hartland

La Ottauquechee (prononcé AWT-ah-KWEE-chee en anglais) est une rivière de l'Est du Vermont, aux États-Unis. Longue de 41,4 miles (66,6 km), elle est un affluent du Connecticut, qui se jette dans le Long Island Sound.

## Caractéristiques
La Ottauquechee prend sa source dans les montagnes Vertes, sur le territoire municipal de Killington, dans l'Est du comté de Rutland. Elle coule ensuite vers l'est et entre dans le comté de Windsor, où elle longe ou traverse les villes de Bridgewater, Woodstock, Pomfret, Hartford et Hartland. Elle rejoint le fleuve Connecticut à Hartland, à environ 4 miles (6 km) au sud-sud-ouest de White River Junction.
Le parc d'État de Quechee se trouve au bord de la rivière près du village de Quechee. Non loin de son embouchure, la Ottauquechee est retenue par le barrage de North Hartland et forme le lac de North Hartland (North Hartland Lake). Près du parc d'État, la rivière traverse la gorge de Quechee, profonde de 165 pieds (50 m). Le pont de la gorge de Quechee offre une vue sur la gorge.

## Histoire
À la fin du mois d'août 2011, l'ouragan Irene touche le bassin de la Ottauquechee, faisant monter le niveau d'eau de la rivière bien au-delà de la normale. De nombreux bâtiments situés près de la rivière sont dévastés.

## Nom
Le United States Board on Geographic Names dénomme la rivière « Ottauquechee River » en 1908. Toutefois, d'après le Geographic Names Information System, le cours d'eau a également porté les noms suivants : 
- Otta Quechee River
- Ottaquechee River
- Ottaqueeche River
- Queechee River
- Queechy River
- Water Quechee River
- Waterchuichi River
- Waterqueechy River
- Waterqueechy

## Ponts couverts
La rivière est traversée par plusieurs ponts couverts :
- le pont couvert Lincoln (en) ;
- le Middle Covered Bridge à Woodstock ;
- le pont de Taftsville (en) ;
- le pont couvert de Quechee ;
- le pont couvert Willard (en) à North Hartland.